# يفيجيني بومازان
يفيجيني بومازان (بالروسية: Помазан, Евгений Валерьевич)‏ (31 يناير 1989 في أوزبكستان - ) هو لاعب كرة قدم روسي في مركز حراسة المرمى. شارك مع منتخب روسيا تحت 17 سنة لكرة القدم ومنتخب روسيا تحت 21 سنة لكرة القدم ومنتخب روسيا الثاني لكرة القدم. أما مع النوادي، فقد لعب مع أنجي محج قلعة ونادي سيسكا موسكو ونادي كوبان كراسنودار وسبارتاك نالتشيك ونادي أورال يكاترينبورغ.

## وصلات خارجية
- يفيجيني بومازان على موقع الاتحاد الأوربي (الإنجليزية)
- يفيجيني بومازان على موقع قاعدة بيانات كرة القدم.إي يو (الإنجليزية)
- يفيجيني بومازان على موقع Soccerway.com (الإنجليزية)
- يفيجيني بومازان على موقع عالم كرة القدم.نت (الإنجليزية)
- يفيجيني بومازان على موقع AS.com (الإسبانية)